# Sven Marquardt (Handballspieler)
Sven Marquardt ist ein ehemaliger deutscher Handballspieler.

## Werdegang
Im Januar 1986 erhielt der für den Hamburger Verein Wandsbek 72 spielende Linkshänder die Berufung zu einem Lehrgang der bundesdeutschen Juniorennationalmannschaft.
Marquardt, von Beruf Polizist, spielte mit dem VfL Fredenbeck in der 2. Bundesliga und ab der Saison 1988/1989 in der Handball-Bundesliga. Im Januar 1989 wurde er von Bundestrainer Petre Ivanescu in die B-Nationalmannschaft berufen. Marquardt blieb bis 1990 Spieler in Fredenbeck und wechselte anschließend zum Amateurverein HC Hamburg, bei dem sein Vater Uwe Marquardt eine Mannschaft aufbauen wollte, die mittelfristig in die 2. Bundesliga aufsteigt. 1995 wechselte Marquardt zum VfL Geesthacht.